# (39590) 1993 FG76
(39590) 1993 FG76 est un astéroïde de la ceinture principale découvert en 1993.

## Description
(39590) 1993 FG76 a été découvert le 21 mars 1993 à l'observatoire de La Silla, au Chili, par le programme Uppsala-ESO Survey of Asteroids and Comets (UESAC).

### Caractéristiques orbitales
L'orbite de cet astéroïde est caractérisée par un demi-grand axe de 2,73 ua, un périhélie de 2,17 ua, une excentricité de 0,20 et une inclinaison de 8,74° par rapport à l'écliptique. Du fait de ces caractéristiques, à savoir un demi-grand axe compris entre 2 et 3,2 ua et un périhélie supérieur à 1,666 ua, il est classé, selon la JPL Small-Body Database, comme objet de la ceinture principale.

### Caractéristiques physiques
(39590) 1993 FG76 a une magnitude absolue (H) de 14,8 et un albédo estimé à 0,142.